# Krasnodarska Wyższa Wojskowa Lotnicza Szkoła Pilotów
Krasnodarska Wyższa Wojskowa Lotnicza Szkoła Pilotów (ros. Краснодарское высшее военное авиационное училище лётчиков) – radziecka i rosyjska szkoła wyższa, kształcąca oficerów-pilotów w specjalnościach lotniczych na potrzeby sił zbrojnych, istniejąca od 19 sierpnia 1938.

## Historia szkoły

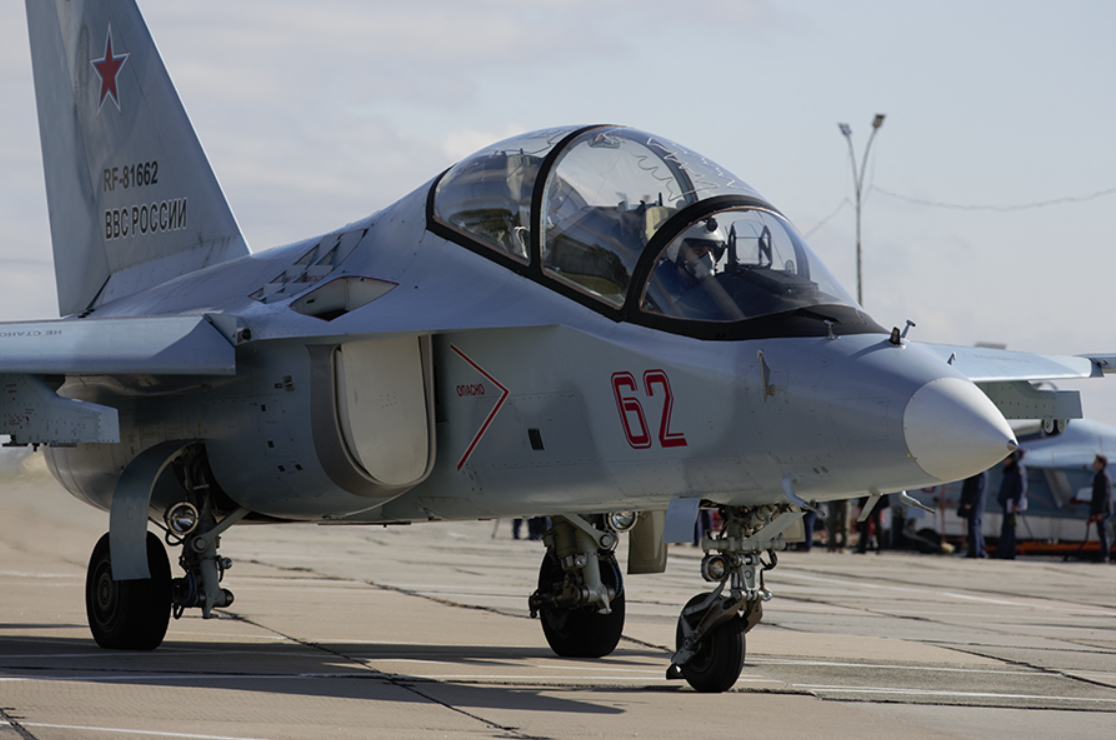
Samolot szkolno-bojowy Jak-130 na lotnisku szkoły

We wrześniu 1938 w pobliżu Czyty postawiono drewniane baraki dla kadry 30 Wojskowej Szkoły Pilotów. W marcu 1939 rozpoczęły się pierwsze zajęcia i loty ćwiczebne.
Rozkazem Ludowego Komisariatu Obrony ZSRR nr 120 z 22 czerwca 1939 szkole nadano imię pilota myśliwskiego, kombriga, uczestnika wojny w Hiszpanii, Bohatera Związku Radzieckiego Anatolija Sierowa. Za dzień utworzenia szkoły, zgodnie z rozkazem Ministerstwa Obrony ZSRR nr 005 z 23 kwietnia 1963 przyjęto 5 listopada 1938, jest to corocznie obchodzone tego dnia święto szkoły.
W związku z niesprzyjającym klimatem i związanym z tym brakiem możliwości całorocznego szkolenia, szkołę w październiku 1939 przebazowano na Północny Kaukaz, do Batajska – w oparciu o rozformowaną Batajską Pierwszą Szkołę Cywilnej Floty Powietrznej im. W. Baranowa, odznaczonej Orderem Czerwonego Sztandaru.
28 grudnia 1939 rozkazem Ludowego Komisarza Obrony ZSRR nr 0234 szkoła została przemianowana na Batajską Szkołę Lotniczą Pilotów im. A. Sierowa. Szkoła posiadała ponad 300 samolotów, szkolenie prowadzone było bardzo intensywnie – po 10–12 godzin dziennie. W czerwcu 1940 miała miejsce pierwsza promocja 542 pilotów myśliwskich. Do napaści Niemiec na ZSRR wyszkolono 1414 pilotów myśliwskich na samolotach I-5, I-15, I-16.
Zbliżający się do Rostowa nad Donem front spowodował przebazowanie szkoły w październiku 1941 do Jewłachu w Azerbejdżanie, gdzie znajdowała się do maja 1944. Do zakończenia wojny wyszkolono tam ponad 2500 pilotów myśliwskich.
Wychowankowie szkoły piloci myśliwscy S. Edorowcew i P. Charitonow zastosowali taran powietrzny i jako pierwsi uzyskali tytuł Bohatera Związku Radzieckiego. Do legendy urosły wyczyny Bohatera Związku Radzieckiego, absolwenta szkoły Aleksieja Mariesjewa, pierwowzoru bohatera powieści Borysa Polewoja Opowieść o prawdziwym człowieku. W czasie wojny wykonał 87 lotów bojowych, stoczył 26 walk powietrznych, strącił 11 samolotów przeciwnika – w tym 7 po amputacji nóg.
Absolwentem szkoły był również dwukrotny Bohater Związku Radzieckiego Witalij Popkow – w filmie «В бой идут одни старики» pokazany jako dowódca eskadry kpt. Titarienko. W czasie wojny odbył 418 lotów bojowych, wygrał 107 walk powietrznych i strącił 41 samolotów wroga.
Michaił Szołochow w powieści Los człowieka za kanwę wziął losy kolejnego wychowanka szkoły Grigorija Dolnikowa. W czasie wojny odbył 150 lotów bojowych, stoczył 42 walki powietrzne i strącił 15 samolotów.
Dwukrotny Bohater Związku Radzieckiego, marszałek lotnictwa Nikołaj Skomorochow ukończył szkołę w 1942. W czasie wojny odbył 605 lotów bojowych, stoczył 143 walki powietrzne, strącił osobiście 46 i w walkach grupowych 8 samolotów wroga.

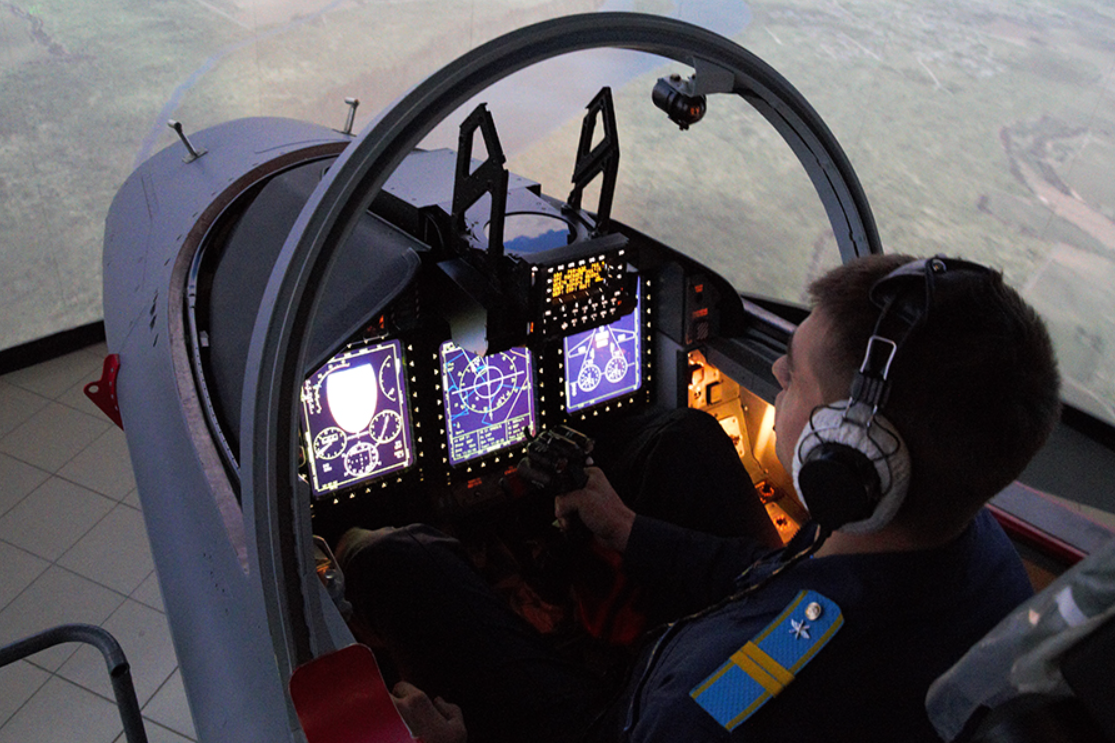
Symulator lotu w szkole

Za działania frontowe 115 absolwentów szkoły otrzymało tytuł Bohatera Związku Radzieckiego, trzech z nich (Popkow, Skomorochow i Stiepanian) dwukrotnie. W sumie piloci – absolwenci wykonali 207825 lotów bojowych, strącili osobiście 1150 i grupowo 211 samolotów wroga. Zniszczyli na ziemi 128 samolotów, 307 czołgów, 260 dział i armat, 182 wagony kolejowe, 914 pojazdów. Przeprowadzili 20 taranów powietrznych.
Uchwałą Prezydium Rady Najwyższej ZSRR z 19 października 1944 w dniu 18 sierpnia 1945 szkoła otrzymała sztandar i dyplom uznania Prezydium.
1 października 1945 szkołę przemianowano na Batajską Wojskową Szkołę Lotniczą Pilotów im. A. Sierowa.
W latach 1946–1959 szkolenie odbywano na samolotach Ła-7, Ła-9, Jak-11, Jak-12, Jak-18, a od 1952 na odrzutowcach myśliwskich Mig-15bis, na lotniskach Batajsk, Azow, Ziernowoj, Nowoczerkask, Biczurij, Kuszczowska. Wyszkolono w tym czasie 2447 pilotów myśliwskich.
Absolwent szkoły z 1959 kpt. Gennadij Jelisiejew 23 listopada 1973 zaatakował naruszający granicę ZSRR samolot – po nieudanym ostrzelaniu zbił go pierwszym w historii walk powietrznych taranem powietrznym z użyciem odrzutowca, sam przy tym ginąc. Za ten czyn 14 grudnia 1973 przyznano mu pośmiertnie tytuł Bohatera Związku Radzieckiego.
Wśród pilotów-oblatywaczy było 28 absolwentów szkoły, w tym Bohaterowie Związku Radzieckiego S. Antonow, A. Bieżewiec, W. Galicki, N. Goriainow, W. Kołoszenko, A. Starikow i W. Czeczulin.
Od 18 kwietnia do 1 czerwca 1960 szkoła została zreorganizowana – powstała Krasnodarska Wojskowa Połączona Lotniczo-Techniczna Szkoła im. Bohatera Związku Radzieckiego A. Sierowa odznaczona Orderem Przyjaźni Narodów, przeniesiona do Krasnodaru (na bazie Krasnodarskiej Wyższej Oficerskiej Szkoły Nawigatorów Wojskowych Sił Powietrznych) i przeznaczona do szkolenia podchorążych i słuchaczy najpierw z krajów Europy Wschodniej – Albanii, Bułgarii i Węgier, następnie także z innych krajów, także Azji, Afryki i Ameryki Południowej. Szkolenie prowadzono w oparciu o lotniska Krasnodar, Primorsko-Achtarsk i Kuszczowska, na 18 typach samolotów. Absolwentami szkoły byli piloci uczestniczący później w lotach bojowych nad Angolą, Afganistanem, Wietnamem, Kubą i na Bliskim Wschodzie.
13 absolwentów za walki nad Wietnamem zostało nagrodzonych tytułem Bohater Wietnamskiej Armii Ludowej. Jeden z nich Phạm Tuân w walkach z amerykańskimi pilotami zniszczył latającą fortecę – bombowiec strategiczny B-52.
23 października 1965 na podstawie Dyrektywy Sztabu Głównego Wojskowych Sił Powietrznych nr 606501 szkołę przemianowano w Krasnodarską Połączoną Lotniczo-Techniczną Szkołę Wojskową, a rozkazem ministra obrony ZSRR nr 0230 z 5 listopada 1967 szkole nadano imię Bohatera Związku Radzieckiego A. Sierowa.
Absolwentami szkoły byli pierwsi kosmonauci: Władimir Komarow, Jewgienij Chrunow, Wiktor Gorbatko, Gieorgij Szonin, Bertalan Farkas, Phạm Tuân, Abdulahad Momand.
Od 1991 obok szkoleń dla podchorążych i słuchaczy zagranicznych prowadzone jest szkolenie dla podchorążych – techników we wszystkich specjalnościach lotniczych, a od 1993 – także lotniczego i technicznego personelu Wspólnoty Niepodległych Państw.
W styczniu i lutym 1995 personel szkoły brał udział w likwidacji zbrojnych grup w Republice Czeczeńskiej, 9 oficerów zostało za to nagrodzonych orderami i medalami Federacji Rosyjskiej.
Rozporządzeniem Rządu Federacji Rosyjskiej nr 1009 z 29 sierpnia 1998 szkołę przekształcono w Krasnodarski Wojskowy Instytut Lotniczy, a rozporządzeniem z 10 maja 2001 i rozkazem ministra obrony nr 278 z 23 czerwca 2001 Instytut został jedyną główną uczelnią Wojskowych Sił Powietrznych przygotowującą pilotów wojskowych. Przyłączono do niego wojskowe instytuty lotnicze Armawirski i Bałaszowski.
1 września 2001, po 40-letniej przerwie, Instytut rozpoczął szkolenie podchorążych-pilotów dla Wojskowych Sił Powietrznych Federacji Rosyjskiej.
Zgodnie z rozporządzeniem nr 937-R Rządu Federacji Rosyjskiej z 9 lipca 2004 instytut przemianowano na Krasnodarską Wyższą Wojskową Szkołę Lotniczą Pilotów (Instytut Wojskowy) im. Bohatera Związku Radzieckiego A. Sierowa.
W listopadzie 2010 w szkole odbyły się uroczystości z okazji 100-lecia powstania Kaczyńskiej Wyższej Wojskowej Szkoły Lotniczej dla Pilotów z udziałem m.in. dwukrotnego Bohatera Związku Radzieckiego pilota – kosmonauty Władimira Szatałowa. Krasnodarskiej szkole, jako pełnoprawnej następczyni kaczyńskiej szkoły, przekazano w depozyt sztandar Kaczyńskiej Szkoły Wojskowej.

## Nazwy uczelni
- 30 Wojskowa Szkoła Pilotów (ros. 30-я Военная школа пилотов);
- 30 Wojskowa Szkoła Pilotów im. A. Sierowa (ros. 30-я Военная школа пилотов имени А. К. Серова);
- Batajska Lotnicza Szkoła Pilotów im. A. Sierowa (ros. Батайская авиационная школа пилотов имени А. К. Серова, Батайское военное авиационное училище летчиков имени А.К. Серова);
- Krasnodarska Wojskowa Połączona Lotniczo-Techniczna Szkoła im. Bohatera Związku Radzieckiego A. Sierowa odznaczona Orderem Przyjaźni Narodów (ros. Краснодарское военное объединённое ордена Дружбы народов лётно-техническое училище имени Героя Советского Союза А. К. Серова);
- Krasnodarska Wyższa Wojskowa Szkoła Lotnicza im. A. Sierowa (ros. Краснодарское высшее военное авиационное училище имени А. К. Серова);
- Krasnodarski Wojskowy Instytut Lotniczy im. A. Sierowa (ros. Краснодарский военный авиационный институт имени А. К. Серова);
- Krasnodarska filia Wojskowego Naukowo-szkoleniowego Centrum Wojskowych Sił Powietrznych „Wojskowa Akademia Lotnicza im. prof. N. Żukowskiego i J. Gagarina w Woroneżu (ros. Краснодарский Филиал военного учебно-научного центра военно-воздушных сил «Военно-воздушная академия имени профессора Н. Е. Жуковского и Ю. А. Гагарина»);
- Krasnodarska Wyższa Wojskowa Lotnicza Szkoła Pilotów (ros. Краснодарское высшее военное авиационное училище лётчиков).

## Komenda szkoły
- Komendant (szef) płk Wiktor Lachow;
- Szef sztabu Szkoły płk Andriej Gałkin;
- Zastępca komendanta do spraw naukowo-szkoleniowych płk prof. Siergiej Bożko;
- Zastępca komendanta do spraw personelu płk Siergiej Iwanow;
- Szef I fakultetu lotniczego (szkolenia podstawowego) płk Andriej Padałka;
- Szef II fakultetu lotniczego w Armawirze (lotnictwa myśliwskiego) płk Siergiej Stadnik;
- Szef III fakultetu lotniczego w Borisoglebsku (frontowej nawigacji szturmowej i bombardowania) płk Walerij Miedwiediew;
- Szef IV fakultetu lotniczego w Bałaszowie (lotnictwa dalekiego zasięgu i wojskowego lotnictwa transportowego) płk Jewgienij Kryłow.

## Fakultet specjalny
Filia szkoły w Krasnodarze od 14 maja 1960 przygotowuje narodowe kadry lotnictwa wojskowego dla zagranicy. Szkolenie odbywa się w oparciu o lotniska Krasnodar, Kuszczowska, Primorsko-Achtarsk, Nowominska, Budionnowsk, na samolotach 18 typów, w tym Mig-29 i Su-27.
W 2002 na potrzeby szkolenia zagranicznych pilotów utworzono s szkole VIII Fakultet Specjalny. Do tej pory w ramach fakultetu przeszkolono ponad 700 specjalistów lotniczych z 20 państw (Algieria, Armenia, Wietnam, Gwinea, Indonezja, Iran, Kazachstan, Kirgistan, Chiny, Laos, Mali, Mjanma, Mongolia, Nikaragua, Peru, Tadżykistan, Turkmenistan, Uzbekistan, Sri Lanka, Etiopia). Szkolenie odbywane jest także poza fakultetem na bazie specjalnego oddziału Bałaszowskiej Szkolnej Bazy Lotniczej, praktykę letnią podchorążowie i słuchacze odbywają na lotniskach Kuszczowska i Bałaszow.
Pierwszym szefem Fakultetu Specjalnego był płk Nikołaj Tomaszewicz, od 2005 do 2010 fakultetem kierował płk Igor Niekipiełow, obecnie szefem jest płk Jurij Gutin.